# Embajada de España en Canadá
La Embajada de España en Canadá es la máxima representación legal del Reino de España en Canadá.

## Embajador
El actual embajador es Alfredo Martínez Serrano, quien fue propuesto por el ministro de Asuntos Exteriores, Unión Europea y Cooperación, y previa deliberación del Consejo de Ministros en su reunión del día 28 de septiembre de 2021.

## Misión diplomática
El Reino de España concentra su representación en el país en la embajada en la ciudad de Ottawa, capital del país, establecida en 1953. Además, en Canadá funcionan también dos consulados generales españoles en Toronto y Montreal.
También existen consulados honorarios en Halifax, San Juan de Terranova, Vancouver y Edmonton; y Viceconsulados honorarios en Winnipeg y Quebec.

## Historia
En 1867 Canadá obtuvo la autonomía dentro del Imperio británico como dominio, no obstante la política exterior siguió dependiendo del Parlamento británico hasta la Declaración Balfour de 1926, el documento aceptó la independencia política y diplomática creciente dentro de los dominios, Canadá en particular, desde la Primera Guerra Mundial. Estas medidas fueron incorporadas en el Estatuto de Westminster de 1931, por el cual el parlamento británico renunció a cualquier autoridad legislativa sobre asuntos del dominio, excepto en los supuestos específicamente previstos en ley del dominio. Pese a esto, España no estableció relaciones diplomáticas a nivel de embajadores con el gobierno canadiense.
España estableció relaciones diplomáticas con Canadá en 1953.  En 1995 las relaciones se tensaron a raíz del conflicto pesquero conocido como “Guerra del fletán” y que enfrentó a Canadá con la Unión Europea, y en particular con España, a causa de graves diferencias en materia de gestión pesquera en el marco de la Organización Regional de Pesquerías del Atlántico Norte (NAFO). Desde entonces, las relaciones bilaterales diplomáticas se han normalizado hasta recuperar un alto grado de interlocución y cooperación.